# 266ª Squadriglia
La 266ª Squadriglia fu un reparto attivo nel Corpo Aeronautico del Regio Esercito (Prima guerra mondiale).

## Storia
Nell'aprile 1917 nasce la Sezione Idrovolanti di Sanremo con 4 FBA Type H ed in estate è al comando del Capitano Alberto Livi.
Come 1ª Sezione Idrovolanti FBA in dicembre è comandata dal Tenente G. Battista Brancaleone che dispone di altri 2 piloti e 8 FBA.
All'inizio del 1918 la Sezione FBA Varazze si sposta a San Remo ed il 1º aprile nasce la 266ª Squadriglia per il Comando Marittimo ma con personale del Regio Esercito al comando del Cap. Mario Charvet dotata di 6 piloti.
Nel mese di maggio ha in forza 12 FBA ed in agosto arrivano 3 SIAI S.8.
Al termine del conflitto dispone di 3 FBA e 8 S.8 dopo aver svolto 1.129 missioni esplorative.
Dopo la guerra si scioglie ed il reparto diventa un deposito di aerei.